# Ткаченко Герман Володимирович
Герман Володимирович Ткаченко (нар. 22 липня 1970, Донецьк, УРСР) — спортивний топ-менеджер і політичний діяч.

## Життєпис
У 1992 році закінчив Горлівський державний педагогічний інститут іноземних мов, в якому працював викладачем англійської мови.
1995-1997 рік — провідний спеціаліст із зовнішньоекономічної діяльності компанії «Укрвуглегеологія».
1997-2000 рік — віце-президент, директор департаменту зовнішніх зв'язків інвестиційно-промислової групи «Сибірський алюміній» («Сибал»).
2000-2005 рік — голова наглядової ради ВАТ «Миколаївський глиноземний завод» (Україна).
1999 - 2005 рік президент Самарського футбольного клубу ФК «Крила Рад»
З лютого 2000 року — керівник представництва «Сибірського алюмінію» в Україні, потім — президент, генеральний директор ТОВ «Український алюміній» (Київ).
З червня 2000 року — голова наглядової ради ВАТ «Миколаївський глиноземний завод» (Україна).
2001 — 2005 сенатор Ради Федерації від Самарської області, член комітету з питань промислової політики, член Комісії із природних монополій, член Комісії у справах молоді та спорту.
З 2005 року — Президент консалтингової компанії в галузі футбольного менеджменту «ProSports Management».
З 2007 року — генеральний менеджер ФК «Крила Рад».